# Air France (zespół muzyczny)
Air France – grupa muzyczna pochodząca z Göteborga, założona przez Henrika Markstedta i Joela Karlssona. Ich muzyka była określana jako „post-rave bliss”, „beach foam pop” i „Balearic disco”. Ich EP „No way Down” został oceniony przez magazyn „Pitchfork” na 8,6 oraz otrzymał znak „Najlepsza nowa muzyka”. 

## Dyskografia
- On Trade Winds EP (Sincerely Yours, 2006)
- No Way Down EP (Sincerely Yours, 2008)